# أحمواوا سرا (سقز)
قرية أحمواوا سرا (بالكردية: ئەحمەواوای سەرا) هي إحدى القرى التابعة لـسرا في ريف قسم مركزي من مقاطعة سقز، في محافظة كردستان الإيرانية.

## السكان
حسب إحصاءات سنة 2006، بلغ إجمالي السكان في أحمواوا سرا 415 نسمة وعدد المساكن 75 مسكنا. لغة سكان أحمواوا سرا هي اللغة الكردية وهم من أهل السنة والجماعة والمذهب الشافعي.